# Hélène de Beauvoir
Hélène Bertrand de Beauvoir (Parigi, 9 giugno 1910 – Goxwiller, 1º luglio 2001) è stata una pittrice francese.

## Biografia
Hélène de Beauvoir nacque a Parigi il 9 giugno 1910, due anni dopo la sorella Simone de Beauvoir, da Georges de Beauvoir e Francoise Brasseur, esponenti dell'alta borghesia parigina. Entrambe le sorelle furono educate con risultati brillanti presso le Cours Desir, una scuola privata cattolica, dove Hélène iniziò a rivelare le sue doti artistiche in un giornale satirico.
Appassionata di arte fin da giovane, Hélène trascorreva lunghe ore in contemplazione dinanzi ai capolavori del Musée du Louvre. Dopo il diploma e nonostante la disapprovazione della madre, decise di dedicarsi allo studio della grafica e della pittura frequentando alcuni atelier di Montparnasse.

### Gli esordi e i viaggi
Nel 1936 ebbe luogo la sua prima esposizione alla Galerie Bonjean, che ottenne il parere favorevole della critica e fece di Hélène la prima delle sorelle de Beauvoir a essere famosa nel panorama parigino, anche se presto sarebbe stata superata dalla fama di letterata e filosofa della sorella maggiore.
A questo periodo si data la sua relazione con lo scrittore Jean Giraudoux. Si legò successivamente e per tutta la vita a Lionel De Roulet, un allievo di Jean-Paul Sartre, conosciuto frequentando il circolo di amici della sorella Simone, con il quale si sposò nel 1942. Questa unione la portò a viaggiare incessantemente, prima per seguire Lionel, ammalatosi di tubercolosi, nel suo percorso di cura a Berck e in Portogallo; successivamente per accompagnarlo nella sua carriera diplomatica che si dipanò tra Austria, Jugoslavia, Marocco e Italia.
L'incontro con realtà così differenti influenzò profondamente la produzione artistica di Hélène, colpita in particolare dal lungo soggiorno in Portogallo, dove l'artista rimase bloccata con il marito allo scoppio della seconda guerra mondiale, senza poter rientrare in Francia per tutta la durata del conflitto. Fu ugualmente suggestionata dai colori del Marocco, che traspose nelle sue tele, e dalla società italiana, dove persistevano forme di lavoro tradizionali ormai scomparse in Francia, come dimostra il ciclo "mondines", dedicato alle lavoratrici delle risaie, esposto a Milano nel 1957. In Italia, dove la coppia si fermò dal 1950 al 1958, stabilendosi nel capoluogo lombardo, i lavori di Hélène furono oggetto di mostre anche in altre città, quali Pistoia, Firenze e Venezia.
Nel 1963 acquistò, assieme al marito Lionel de Roulet, un’abitazione a Trebiano, piccolo borgo di case della Val di Magra dove spesso la sorella Simone e Sartre solevano spesso venirea trovarli .
Nel luglio del 1984 il Comune di Arcola le concesse la cittadinanza onoraria ed in seguito le dedicò una mostra.
(Walter Tacchini)

### Gli anni della maturità e l'arte sociale
Nel 1958 Hélène e il marito erano rientrati a Parigi, lasciandola quasi subito per stabilirsi a Goxwiller a causa della nomina di Lionel al Consiglio d'Europa a Strasburgo. 
Da questa posizione defilata, intervallata da continui rientri nella capitale parigina, guardò con simpatia agli avvenimenti del Maggio francese, a cui dedicò la serie intitolata Le joli mois de Mai, composta da trenta tavole. Hélène incontrò numerose difficoltà nel trovare un luogo che ospitasse la serie, riuscendo infine ad esporla al Moulin Rouge.
Dagli anni '70 in poi i temi legati all'emancipazione femminile divennero preponderanti nella sua arte, ben oltre le esperienze italiane dedicate ai lavori femminili, e coinvolsero anche il suo impegno personale a favore delle donne maltrattate.
Impegnato da tempo nell'organizzare una mostra con le opere di Hélène de Beauvoir, per il suo decimo anniversario, il Museo Würth (istituito nel 2008 nel Parco industriale di Erstein) organizza la retrospettiva Hélène de Beauvoir, artiste et femme engagée, aperta dal 30 gennaio al 9 settembre 2018.

## Rapporto con la sorella
La sorella Simone fu grande sostenitrice della carriera artistica di Hélène e spesso contribuì alle spese di mantenimento del suo atelier a Parigi, in rue Santeuil, durante gli studi. Tuttavia, come rivela in una sua lettera che scrisse a Sartre nel maggio del 1954, i suoi sentimenti riguardanti le capacità di Hélène come artista - e più in generale sulle artiste - erano alquanto contrastanti. Nel capitolo intitolato La Femme indépendante di Le deuxième sexe, si lamenta fatto che spesso le artiste vedono il loro lavoro solamente come un passatempo. Fu solo nel 1966, in occasione di un suo discorso in Giappone, che Simone iniziò a prendere le difese delle artiste e ad evidenziare la mancanza di sostegno che spesso devono affrontare le donne che sceglievano l'arte come vocazione - un cambiamento che diede una svolta al rapporto tra le due sorelle e incoraggiò la collaborazione tra di loro.
Nel 1968, Hélène realizza sedici incisioni (di cui cinque fanno parte della Strachan Collection of livres d'artistes della Taylor Institution Library) per il libro La Femme Rompue, una raccolta di tre racconti sulla condizione della donna (L’Âge de discrétion, Monologue, La Femme rompue) scritto dalla sorella Simone e pubblicato da Gallimard nella serie Le Deuxième Sexe. Il libro contiene anche opere illustrate, tra le altre, da: Sonia Delaunay, Léonor Fini, Germaine Richier, Suzanne Roger, Brigitte Simon e Ania Staritsky.